# Scolacium

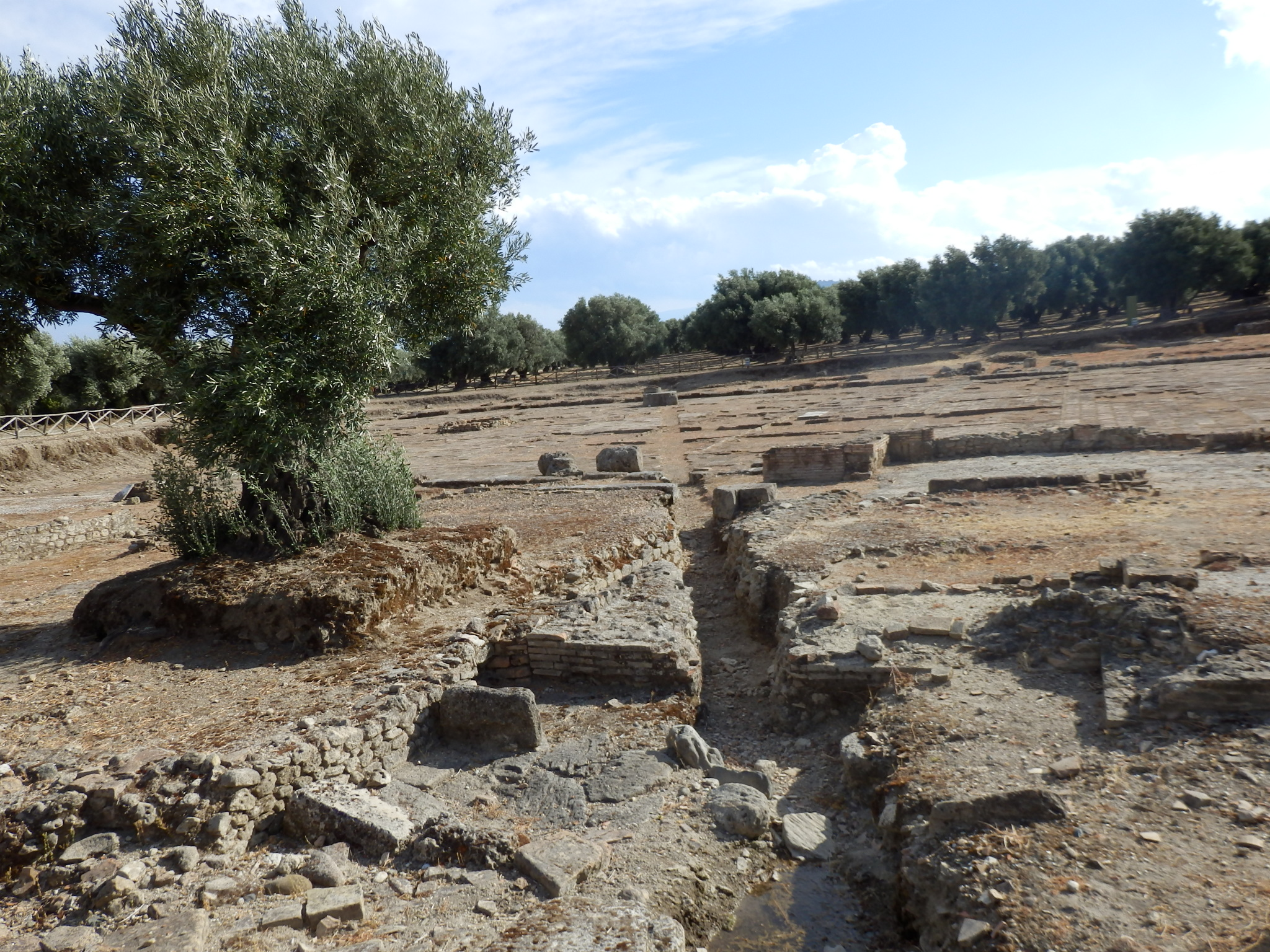
Scolacium

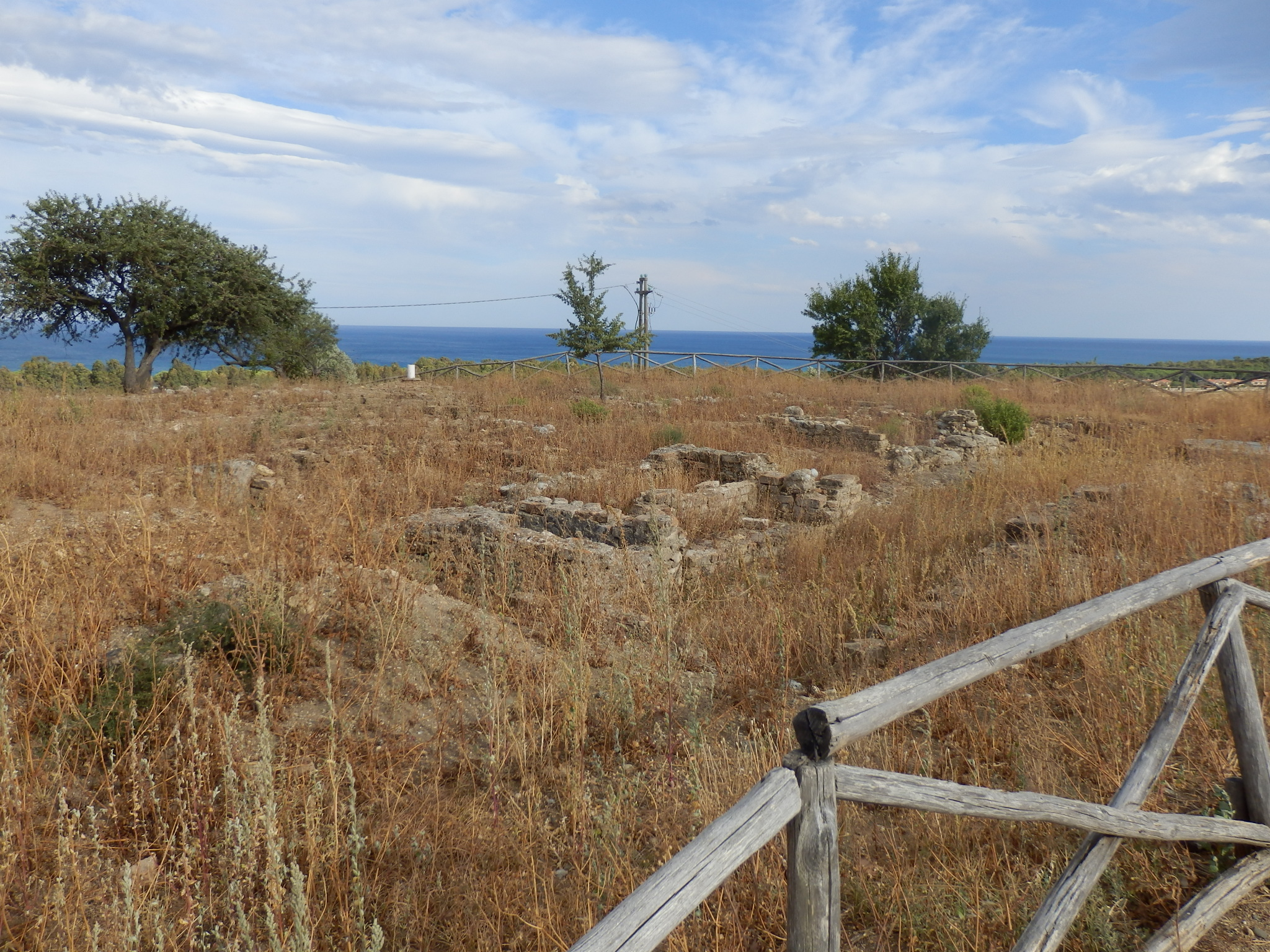
Scolacium

Minervia Scolacium, nota in greco come Skylletion (Σκυλλήτιον, per Stefano di Bisanzio e Strabone, o Σκυλάκιον, per Claudio Tolomeo), è un'antica città della Magna Grecia, situata nei pressi dell'odierna Catanzaro, in Calabria. Fu fondata dagli ateniesi fra VIII e VI secolo a.C. e poi rifondata dai romani per volontà di Gaio Sempronio Gracco. Corrisponde all'attuale Squillace, ma le sue rovine si trovano nel comune di Borgia, in località Roccelletta, dove vi è un importante parco archeologico ad essa dedicato. Dalla città, situata sulla costa del mar Ionio, prende il nome il Golfo di Squillace.

## Storia
Secondo le fonti antiche fu fondata dagli ateniesi. Strabone ne identifica il mitico fondatore con Menesteo, re di Atene ai tempi della guerra di Troia. La città greca dà il suo nome al golfo di Squillace, che insieme al golfo di Sant'Eufemia delimita l'istmo di Catanzaro.
Posizionata strategicamente al centro del suo golfo e all'imboccatura del più stretto passaggio terrestre fra ionio e tirreno, fu a lungo oggetto di contesa fra le potenze vicine, in particolare Crotone e Locri Epizefiri, mentre il tiranno Dionisio I di Siracusa progettò, senza mai riuscirci, di costruire un muro fra Skylletion e la costa tirrenica, per dividere le città greche della Calabria.
In epoca romana, venne rifondata col nome di Minervia Scolacium. Rientra tra le fondazioni di Caio Gracco insieme con Taranto, Capua e Cartagine. Divenne una città prospera, dotata di un teatro e di un anfiteatro romano, l'unico finora scoperto in Calabria.
Nel V secolo diede i natali a Cassiodoro, il più importante intellettuale della tarda romanità. A Scolacium fondò il celebre Vivarium, considerato il primo monastero dell'Occidente e dotato di una vasta biblioteca che raccoglieva le opere classiche greche e latine.
Dopo la guerra greco-gotica divenne una città greco-bizantina, sede di una importante diocesi e roccaforte contro le incursioni dei Saraceni, come dimostrano le granate bizantine rinvenute lungo la costa del comune di Stalettì, che contenevano il famoso fuoco greco.
Nell'VIII secolo, per ragioni difensive, gli abitanti trasferirono il loro insediamento sulle alture circostanti, fondando nuovi insediamenti tra i quali quello che sarebbe divenuto la città bizantina di Catanzaro.

## Il parco archeologico

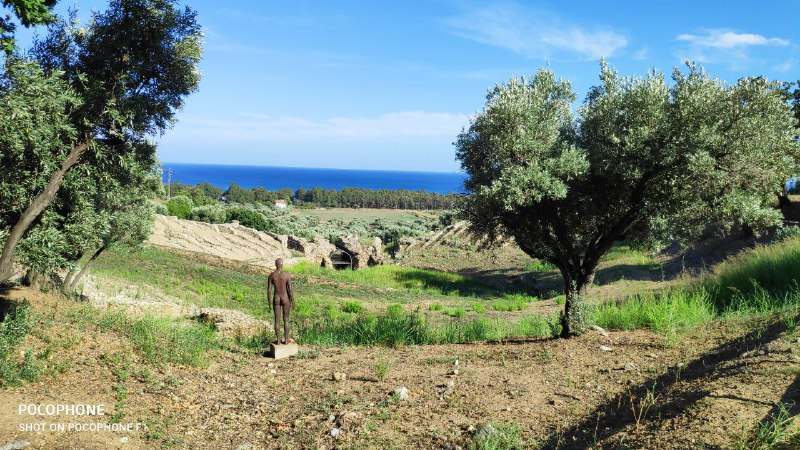
Anfiteatro di Scolacium

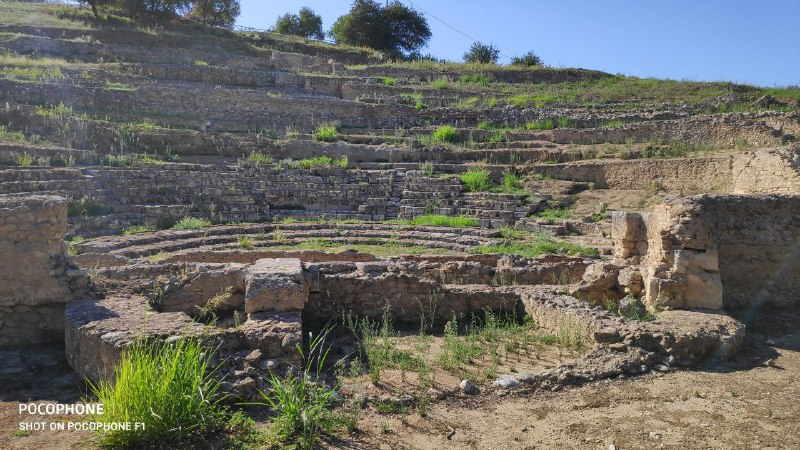
Teatro romano di Scolacium

Il Parco Archeologico di Scolacium si trova in località Roccelletta di Borgia. Dell'abitato preromano rimangono pochi resti, a differenza dell'impianto romano e tardo-antico, di cui spiccano i monumenti principali quali il Foro, il teatro e l'anfiteatro (unico esempio di anfiteatro romano rinvenuto in Calabria).
Tra essi vanno segnalati inoltre gli avanzi delle strade lastricate, degli acquedotti, dei mausolei, di altri impianti sepolcrali, della basilica di epoca Normanna e di un impianto termale. Il teatro poggia sul pendio naturale della collina e poteva ospitare circa 5000 spettatori. Fu costruito nel corso del I secolo e fu dotato di una nuova scena in occasione della fondazione della colonia da parte di Nerva, in concomitanza con il notevole sviluppo monumentale della città e con l'ampliamento dell'intero abitato; fu peraltro oggetto di numerosi rifacimenti successivi, fino al IV secolo. Dal teatro, da rilevare, proviene la maggior parte del materiale recuperato durante gli scavi, tra cui spiccano i pregevoli frammenti architettonici e gruppi scultorei. Poco distante dal teatro si trovano i resti dell'anfiteatro, la cui costruzione risale all'epoca dell'imperatore Nerva.
All'interno del parco è presente inoltre un museo archeologico e un piccolo museo di archeologia industriale del XX secolo. 

## Eventi culturali
Nel Parco ogni anno la provincia di Catanzaro organizza la manifestazione culturale Intersezioni esponendo opere di artisti internazionali.
"Intersezioni" è la grande rassegna di scultura curata dal direttore artistico del museo MARCA di Catanzaro Alberto Fiz che si svolge dal 2005, durante il periodo estivo.
Nell'antica colonia di Minervia Scolacium, tra la Basilica Normanna, il Foro, il Teatro Romano, tutti circondati da un uliveto tra i più estesi del Mezzogiorno, la scultura entra in diretta relazione con la storia dando vita ad una mostra che assume caratteristiche esclusive, difficilmente paragonabili ad altre esperienze espositive. La ricerca plastica contemporanea compie un'azione rigeneratrice destinata a creare una trasformazione profonda nella percezione dello spazio e del tempo motivando un inedito processo formativo. Dal 2005 al 2010 hanno preso parte a Intersezioni Stephan Balkenhol, Tony Cragg, Wim Delvoye, Jan Fabre, Antony Gormley, Dennis Oppenheim, Mimmo Paladino, Michelangelo Pistoletto e Marc Quinn. Nel 2010 Pistoletto ha creato "Il DNA del Terzo Paradiso" proponendo la trascrizione genetica dell'arte.